# Zimbabwe na Letnich Igrzyskach Olimpijskich 1992
Zimbabwe na Letnich Igrzyskach Olimpijskich 1992 reprezentowało 19 zawodników: 10 mężczyzn i dziewięć kobiet. Był to 7 start reprezentacji Zimbabwe na letnich igrzyskach olimpijskich.

## Skład kadry

### Judo
Kobiety'
- Debbie Warren-Jeans - waga do 61 kg - 13. miejsce,

Mężczyźni
- Patrick Matangi - waga do 78 kg - 22. miejsce,

### Lekkoatletyka
Kobiety
- Gaily Dube

bieg na 100 m - odpadła w eliminacjach,
bieg na 200 m - odpadła w eliminacjach,
Mężczyźni
- Fabian Muyaba - bieg na 100 m - odpadł w eliminacjach,
- Melford Homela - bieg na 1500 m - odpadł w półfinale
- Philemon Harineki

bieg na 5000 m - odpadł w eliminacjach,
bieg na 10 000 m - odpadł w eliminacjach,
- Cephas Matafi - maraton - 58. miejsce,
- Ndabezinhle Mdhlongwa

skok w dal - 43. miejsce,
trójskok - 31. miejsce,

### Pływanie
Kobiety
- Sarah Murphy

100 m stylem grzbietowym - 42. miejsce,
200 m stylem grzbietowym - 40. miejsce,
- Storme Moodie

100 m stylem grzbietowym - 43. miejsce,
200 m stylem grzbietowym - 39. miejsce,
Mężczyźni
- Ivor Le Roux

50 m stylem dowolnym - 46.miejsce,
100 m stylem dowolnym - 46. miejsce,
200 m stylem dowolnym - 38. miejsce,
- Rory McGown

50 m stylem dowolnym - 51. miejsce,
100 m stylem dowolnym - 54. miejsce,
100 m stylem motylkowym - nie został sklasyfikowany (dyskwalifikacja),

### Skoki do wody
Kobiety
- Tracy Cox-Smyth - trampolina 3 m - 13. miejsce,

Mężczyźni
- Evan Stewart - trampolina 3 m - 20. miejsce,

### Tenis ziemny
Kobiety
- Sally McDonald, Julia Muir - gra podwójna - 17. miejsce,

### Wioślarstwo
Kobiety
- Margaret Gibson, Susanne Standish-White - dwójka bez sternika - 12. miejsce,